# A Boy Called Hate
A Boy Called Hate är en amerikansk långfilm från 1995 i regi av Mitch Marcus, med Scott Caan, Kevin Michael Richardson och James Caan i rollerna.

## Rollista
| Scott Caan               | – Steve / Hate |
| Kevin Michael Richardson | – Staff Member |
| James Caan               | – Jim          |
| Missy Crider             | – Cindy Wells  |
| Elliott Gould            | – Richard      |
| Duane Davis              | – Ed Jenkins   |